# Chrysocharis bambeyi
Chrysocharis bambeyi är en stekelart som beskrevs av Jean Risbec 1951. Chrysocharis bambeyi ingår i släktet Chrysocharis och familjen finglanssteklar.
Artens utbredningsområde är Senegal. Inga underarter finns listade i Catalogue of Life.